# Filipp Agiejenkow
Filipp Andriejewicz Agiejenkow (ros. Филипп Андреевич Агеенков, ur. 1909 we wsi Lubyń w guberni kałuskiej, zm. 3 listopada 1946 we Lwowie) – funkcjonariusz radzieckich służb specjalnych, generał major.
1921 skończył szkołę w rodzinnej wsi i pracował jako robotnik rolny, od czerwca 1926 do września 1928 sekretarz gminnego komitetu Komsomołu. Od września 1928 w Armii Czerwonej, kursant szkoły piechoty Nadwołżańskiego Okręgu Wojskowego, potem dowódca plutonu, od października 1929 członek WKP(b), 1934-1936 dowódca kompanii, od 1936 starszy porucznik. Od 1939 w służbach specjalnych, od 4 lutego 1939 do listopada 1941 zastępca szefa Wydziału Specjalnego NKWD Nadwołżańskiego Okręgu Wojskowego, od czerwca 1941 pułkownik Armii Czerwonej, od 25 listopada 1941 do 20 lipca 1942 szef Wydziału Specjalnego NKWD 20 Armii, od 30 listopada 1941 major bezpieczeństwa państwowego. Od 20 lipca 1942 do 1943 szef Wydziału Specjalnego NKWD 5 Armii Frontu Zachodniego, od 14 lutego 1943 pułkownik bezpieczeństwa państwowego, od 1943 do marca 1944 szef Wydziału Kontrwywiadu Smiersz 33 Armii Frontu Zachodniego, od maja 1944 do 14 września 1945 szef Wydziału Kontrwywiadu Smiersz 52 Armii 2 i 1 Frontu Ukraińskiego, od 2 listopada 1944 generał major. Od 14 września 1945 do 8 lipca 1946 szef Kontrwywiadu Smiersz/Kontrwywiadu MGB 52 Armii Lwowskiego Okręgu Wojskowego, później 13 Armii Karpackiego Okręgu Wojskowego.

## Odznaczenia
- Order Czerwonego Sztandaru (dwukrotnie - 1 kwietnia 1943 i 6 kwietnia 1945)
- Order Wojny Ojczyźnianej I klasy (13 września 1944)
- Order Czerwonej Gwiazdy (dwukrotnie - 9 listopada 1941 i 3 listopada 1944)